# Gebenna sylvia
Gebenna sylvia är en insektsart som beskrevs av Stsl 1863. Gebenna sylvia ingår i släktet Gebenna och familjen lyktstritar. Inga underarter finns listade i Catalogue of Life.